# Campionat Africà d'atletisme
El Campionat Africà d'atletisme és una competició atlètica continental organitzada per la Confederació Africana d'Atletisme (CAA), l'associació continental per a l'esport a l'Àfrica. Des de la seva edició inaugural l'any 1979 es va organitzar en un principi de manera intermitent amb nou edicions celebrades en catorze anys fins al 1993. Després de la desena edició l'any 1996 s'ha organitzat de manera biennal en anys parells, i se celebra sempre el mateix any que els Jocs Olímpics. La 21a edició es va celebrar a Asaba, Nigèria l'agost de 2018.
L'esdeveniment va comptar amb una marató masculina des de 1979 fins a 1990. Després de la seva retirada del programa, es va disputar breument un Campionat d'Àfrica de marató. El programa de l'esdeveniment ha coincidit aproximadament amb el dels Campionat del Món d'Atletisme de la IAAF, amb l'excepció de la prova de 50 km marxa.
La llista següent mostra els canvis al programa d'esdeveniments:
- 1982, l'heptatló femení i els 20 km marxa masculins es van afegir per substituir el pentatló femení i els 10 km marxa masculins.
- 1985, els 10.000 metres femenins foren afegits.
- 1988, es va afegir la marxa femenina de 5 km. Descatalogat des de 1998.
- 1992, el triple salt femení fou afegit. La marató masculina, celebrada del 1979 al 1990 (a excepció del 1984) es va abandonar definitivament.
- 1996, els 5000 metres femenins foren afegits.
- 1998, el llançament de martell femení fou afegit. Els 3.000 metres femenins es van retirar definitivament del programa, mentre que els 3.000 metres masculins es van celebrar per única vegada.
- 2000, el salt amb perxa femení fou afegit. Els 10 km marxa femenins també es van afegir abans de tornar a caure el 2002 i es van suspendre.
- 2004, els 3000 m obstacles i els 20 km marxa femenins es van afegir.

## Campionats
| Edició | Any  | Ciutat           | País                | Data                  | Lloc                          | Esdeveniments | Nacions | Esportistes | 1r lloc del medaller |
| ------ | ---- | ---------------- | ------------------- | --------------------- | ----------------------------- | ------------- | ------- | ----------- | -------------------- |
| 1      | 1979 | Dakar            | Senegal             | 2–5 agost             | Stade Iba Mar Diop            | 39            | 24      | 251         | Nigèria              |
| 2      | 1982 | El Caire         | Egipte              | 25–28 agost           | Cairo International Stadium   | 39            | 18      | 297         | Kenya                |
| 3      | 1984 | Rabat            | Marroc              | 12–15 juliol          | Stade Moulay Abdellah         | 39            | 28      | 298         | Kenya                |
| 4      | 1985 | El Caire         | Egipte              | 15–18 agost           | Cairo International Stadium   | 40            | 24      | 324         | Nigèria              |
| 5      | 1988 | Annaba           | Algèria             | 29 agost – 2 setembre | Stade 19 Mai 1956             | 41            | 30      | 341         | Nigèria              |
| 6      | 1989 | Lagos            | Nigèria             | 4–8 agost             | Lagos National Stadium        | 41            | 27      | 308         | Nigèria              |
| 7      | 1990 | El Caire         | Egipte              | 3–6 octubre           | Cairo International Stadium   | 41            | 23      | 218         | Nigèria              |
| 8      | 1992 | Belle Vue Maurel | Maurici             | 25–28 juny            | Stade Anjalay                 | 41            | 24      | 336         | Sud-àfrica           |
| 9      | 1993 | Durban           | Sud-àfrica          | 23–27 juny            | Kings Park Stadium            | 41            | 32      | 294         | Sud-àfrica           |
| 10     | 1996 | Yaoundé          | Camerun             | 13–16 juny            | Ahmadou Ahidjo Stadium        | 40            | 33      | 307         | Nigèria              |
| 11     | 1998 | Dakar            | Senegal             | 18–22 agost           | Stade Leopold Senghor         | 42            | 39      | 395         | Nigèria              |
| 12     | 2000 | Alger            | Algèria             | 10–14 juliol          | Stade 5 Juillet 1962          | 43            | 43      | 411         | Algèria              |
| 13     | 2002 | Radès            | Tunísia             | 6–10 agost            | Rades Olympic Stadium         | 43            | 42      | 417         | Sud-àfrica           |
| 14     | 2004 | Brazzaville      | República del Congo | 14–18 juliol          | Stade Alphonse Massemba-Débat | 44            | 42      | 431         | Sud-àfrica           |
| 15     | 2006 | Bambous          | Maurici             | 9–13 agost            | Stade Germain Comarmond       | 44            | 41      | 456         | Sud-àfrica           |
| 16     | 2008 | Addis Ababa      | Etiòpia             | 30 abril – 4 maig     | Addis Ababa Stadium           | 44            | 42      | 543         | Sud-àfrica           |
| 17     | 2010 | Nairobi          | Kenya               | 28 juliol – 1 agost   | Nyayo Stadium                 | 44            | 46      | 588         | Kenya                |
| 18     | 2012 | Porto-Novo       | Benín               | 27 juny – 1 juliol    | Stade Charles de Gaulle       | 44            | 47      | 569         | Nigèria              |
| 19     | 2014 | Marràqueix       | Marroc              | 10–14 agost           | Stade de Marrakech            | 44            | 47      | 548         | Sud-àfrica           |
| 20     | 2016 | Durban           | Sud-àfrica          | 22–26 juny            | Kings Park Stadium            | 44            | 43      | 720         | Sud-àfrica           |
| 21     | 2018 | Asaba            | Nigèria             | 1–5 agost             | Stephen Keshi Stadium         | 44            | 52      | 800         | Kenya                |
| 22     | 2021 | Orà              | Algèria             | 1–5 juny              | Estadi Olímpic d'Orà          |               |         |             |                      |